# FLVCR1
FLVCR1‏ (Feline leukemia virus subgroup C cellular receptor 1) هوَ بروتين يُشَفر بواسطة جين FLVCR1 في الإنسان.